# 教大駅 (ソウル特別市)
教大駅（キョデえき）は、大韓民国ソウル特別市瑞草区瑞草1洞にあるソウル交通公社の駅。法院・検察庁の副駅名がある。

## 利用可能な鉄道路線
ソウル交通公社
 2号線 - 駅番号は「223」
 3号線 - 駅番号は「340」

## 歴史
- 1982年12月23日 - ソウル特別市地下鉄公社2号線（当時）の終着駅として開業。新設洞駅まで直通運転。
- 1983年
  - 9月16日 - 乙支路区間の開業に伴い新設洞駅方向の直通運転を廃止。
  - 12月17日 - 2号線がソウル大入口駅まで延伸開業、途中駅になる。
- 1985年10月18日 - ソウル特別市地下鉄公社3号線（当時）が接続、乗換駅になる。
- 2005年1月1日 - ソウル特別市地下鉄公社がソウルメトロに改称。
- 2017年5月31日 - ソウルメトロとソウル特別市都市鉄道公社が統合され、ソウル交通公社の駅となる。

## 駅構造

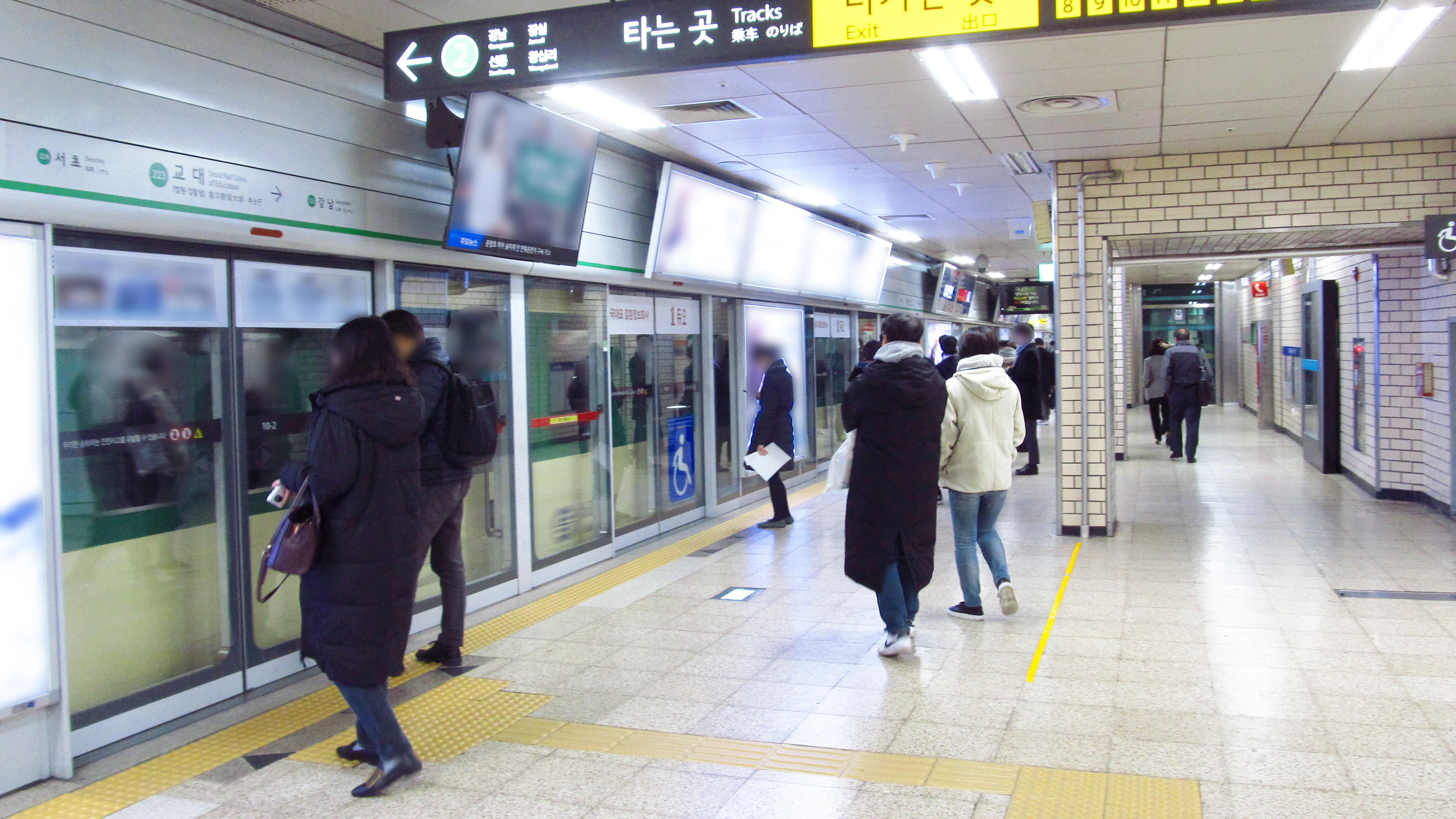
2号線ホーム（2018年11月23日）

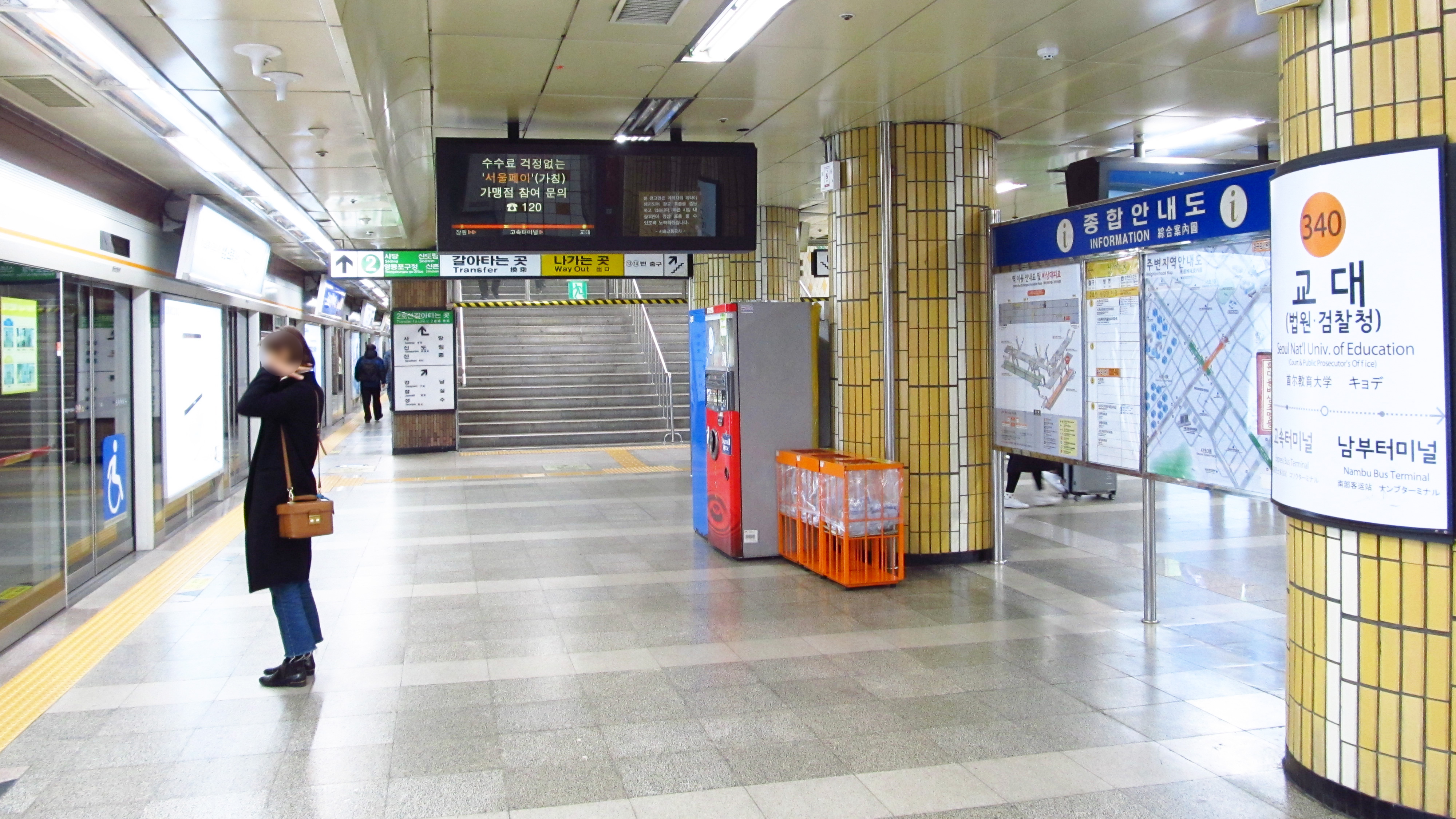
3号線ホーム（2018年11月23日）

地下駅で、2号線・3号線共に保安用にホームドアシステム（フルスクリーンタイプ）を装備する。
2号線のホーム階は地下2階で、相対式ホーム2面2線を有する。3号線との連絡通路はホーム西端（瑞草寄り）にある。3号線のホーム階は地下3階で、島式ホーム1面2線を有する。2号線に乗り換える場合、内回りホームへはホーム北端（高速ターミナル寄り）のエスカレーターを、外回りホームへはホーム中程にある階段2ヶ所を利用することができる。
改札階は地下1階で、改札口は2号線用のものが2ヶ所、3号線用のものが2ヶ所、合わせて4ヶ所ある。2号線の改札口は両方とも内回り・外回りホーム別々に設置されており、改札内でのホーム間移動は3号線のホーム・コンコースを経由する必要がある。化粧室は改札外に2ヶ所ある。
出入口は1番から14番まである。

### のりば
案内上ののりば番号は両線共に設定されていない。 
| ホーム             | 路線               | 行先                                      |                    |
| 2号線ホーム（B2F） | 2号線ホーム（B2F） | 2号線ホーム（B2F）                        | 2号線ホーム（B2F） |
| ------------------ | ------------------ | ----------------------------------------- | ------------------ |
| 内回り             | 2号線              | 舎堂・大林・新道林・永登浦区庁方面        |                    |
| 外回り             | 2号線              | 江南・宣陵・蚕室・建大入口方面            |                    |
| 3号線ホーム（B3F） |                    |                                           |                    |
| 上り               | 3号線              | 高速ターミナル・鍾路3街・旧把撥・大化方面 |                    |
| 下り               | 3号線              | 良才・道谷・水西・梧琴方面                |                    |

## 利用状況
近年の一日平均利用人員推移は下記のとおり。
| 路線  | 路線     | 2000年 | 2001年 | 2002年 | 2003年 | 2004年 | 2005年 | 2006年 | 2007年 | 2008年 | 2009年 | 出典  |
| ----- | -------- | ------ | ------ | ------ | ------ | ------ | ------ | ------ | ------ | ------ | ------ | ----- |
| 2号線 | 乗車人員 | 33,775 | 34,933 | 34,869 | 35,444 | 35,811 | 37,410 | 39,001 | 40,277 | 40,827 | 40,776 | [ 1 ] |
| 2号線 | 降車人員 | 37,312 | 39,519 | 39,668 | 39,856 | 39,965 | 41,617 | 43,548 | 44,695 | 44,613 | 45,233 | [ 1 ] |
| 2号線 | 乗降人員 | 71,087 | 74,452 | 74,537 | 75,301 | 75,776 | 79,027 | 82,549 | 84,972 | 85,440 | 86,009 | [ 1 ] |
| 3号線 | 乗車人員 | 11,801 | 13,939 | 13,998 | 13,686 | 13,676 | 13,131 | 13,439 | 13,424 | 12,822 | 13,178 | [ 1 ] |
| 3号線 | 降車人員 | 9,832  | 11,248 | 11,091 | 10,883 | 10,819 | 10,374 | 10,484 | 10,478 | 10,361 | 10,041 | [ 1 ] |
| 3号線 | 乗降人員 | 21,632 | 25,187 | 25,089 | 24,569 | 24,495 | 23,505 | 23,922 | 23,902 | 23,183 | 23,219 | [ 1 ] |
| 路線  | 路線     | 2010年 | 2011年 | 2012年 | 2013年 | 2014年 | 2015年 |        |        |        |        |       |
| 2号線 | 乗車人員 | 41,673 | 41,864 | 40,502 | 39,853 | 39,918 | 38,198 |        |        |        |        |       |
| 2号線 | 降車人員 | 47,008 | 47,021 | 45,162 | 44,472 | 44,740 | 42,346 |        |        |        |        |       |
| 2号線 | 乗降人員 | 88,681 | 88,885 | 85,664 | 84,325 | 84,658 | 80,544 |        |        |        |        |       |
| 3号線 | 乗車人員 | 14,811 | 15,089 | 15,057 | 14,783 | 14,772 | 14,120 |        |        |        |        |       |
| 3号線 | 降車人員 | 10,960 | 11,327 | 11,516 | 11,222 | 11,033 | 10,615 |        |        |        |        |       |
| 3号線 | 乗降人員 | 25,771 | 26,416 | 26,573 | 26,005 | 25,805 | 24,735 |        |        |        |        |       |

## 駅周辺
- 企業銀行教大駅支店
- 大成学院（朝鮮語版）
- 大韓民国検察庁
- ソウル高等検察庁（朝鮮語版）
- ソウル中央地方検察庁（朝鮮語版）
- 大韓法律救助公団（朝鮮語版）
- メガスタディ（朝鮮語版）
- 盤西派出所
- ソウル家庭法院
- ソウル教育大学校
- ソウル高等法院（朝鮮語版）
- ソウル中央地方病院（朝鮮語版）
- ソウル行政法院
- ソウル回生法院（朝鮮語版）
- 中央学院

## 隣の駅
ソウル交通公社
 2号線
江南駅 (222) - 教大駅 (223) - 瑞草駅 (224)
 3号線
高速ターミナル駅 (339) - 教大駅 (340) - 南部ターミナル駅 (341)